# Csen Kaj-ko
Csen Kaj-ko (Chen Kaige) (egyszerűsített kínai: 陈凯歌; hagyományos kínai: 陳凱歌; pinjin: Chén Kǎigē; Wade–Giles: Ch'en K'ai-ko) (Peking, 1952. augusztus 12.) BAFTA-díjas kínai filmrendező és vezető személyisége a kínai filmművészet ötödik generációs alakjainak. Filmjeit a látvány és epikus történetmesélés jellemzi.

## Korai évek
Csen Kajko (Chen Kaige) Pekingben (Kína) született és Tien Csuang-csuanggal (Tian Zhuangzhuanggal) együtt – később Kaige-hez hasonlóan ötödik generációs rendező – gyermekkori barátokként nőttek fel. A kulturális forradalom idején Csen (Chen) csatlakozott a Vörös őrséghez. Fiatal tagként Csen (Chen), mint sok társa, feljelentette az akkoriban már rendezőként jól ismert apját, Csen Hua-ajt (Chen Huai'ai-t). Életének ez az időszaka nagyban befolyásolta későbbi munkáját, különösképp a kulturális forradalom nyílt ábrázolását tartalmazó Isten veled, ágyasom!, és az apa-fiú kapcsolatról szóló A kis virtuóz (A lélek húrjai) (Together) című filmjeit, melyből ez utóbbiban ő maga is főszereplő. A kulturális forradalom után 1978-tól Csen (Chen) a Pekingi Filmakadémiára járt, ahol 1982-ben végzett, mint az ötödik generációs kínai filmkészítők egyike.

## Rendezői karrier
A filmakadémia után Csent (Chent) végzős társával, Csang Jimouval (Zhang Yimouval) együtt egy hazai stúdióhoz irányították Kuanghsziba (Kuanghszi-Csuang Autonóm Területba). Első filmje 1984-ben a Sárga föld az ötödik generációs kínai filmkészítés egyik legfontosabb munkája lett. Egyszerű, de erőteljes vizuális ábrázolása és újító jellegű történetmesélési stílusa hatalmas változást hozott abban, ahogyan a filmek látásmódjában és felfogásában a Kínai Népköztársaságban.
The Big Parade (1986) és a King of the Children (1987) expanded on his filmic repertoire. 1987-ben az Asian Cultural Council tagságával ismerték el munkáját és a New York University Film School oktatója lett. 1989 elején a zenei videók terén is kísérletezett, a Duran Duran Do You Believe In Shame című dalához készített klipet.  Ugyanabban az évben később készítette Az ezredik húr című filmjét, melyben mitológiai allegóriákkal és látványos díszletekkel mutatja be egy vak szanhszien (sanxian) (kínai lant) zenész és tanítványa történetét.
A nyugati világban leghíresebbé vált filmje az Isten veled, ágyasom! (1993) című történelmi dráma, melyet két Oscar-díjra jelöltek, és elnyerte az Arany Pálma-díjat az 1993-as cannes-i filmfesztiválon. EZt követte a Csábító Hold 1996-ban, mely ismét egy történelmi dráma, főszerepében Gong Li. Bár ez is jó visszhangot váltott ki a kritikusokból, nem volt olyan elismerésben része, mint az előbbinek, és sokakat elfordított a filmtől a túlbonyolított cselekmény. 1999-es nagy sikerű filmje A császár és a gyilkos, mely a legendás Csin Si Huang-ti első kínai császár és gyilkosa történetét meséli el.
2002-ben Csen (Chen) elkészítette eddig egyetlen angol nyelvű filmjét, a Magassági mámor című thrillert Heather Graham és Joseph Fiennes főszereplésével. 2002-es A kis virtuóz (A lélek húrjai) című filmje egy fiatal hegedűművészről és apjáról szól, 2005-ös Az ígéret című alkotása pedig egy fantasy-vuhszia (wuxia) film.
Rendezései mellett Csen (Chen) színészként is közreműködött néhány filmjében, mint például az Az utolsó császár (1987), A császár és a gyilkos (1999), A kis virtuóz (A lélek húrjai) (2002) és a 2009-es The Founding of a Republic.

## Filmjei

### Rendezőként
| Év   | Cím                            | Eredeti cím | |
| ---- | ------------------------------ | ----------- | --- |
| 1984 | Sárga föld                     | 黃土地      | Hawaii Nemzetközi Filmfesztivál, Locarnói Nemzetközi Filmfesztivál                                                                                    |
| 1986 | The Big Parade                 | 大阅兵      | |
| 1987 | King of the Children           | 孩子王      | |
| 1991 | Az ezredik húr                 | 边走边唱    | Isztambul Nemzetközi Filmfesztivál - Arany Tulipán-díj                                                                                                |
| 1993 | Isten veled, ágyasom!          | 霸王别姬    | Arany Pálma-díj nyertes az 1993-as cannes-i filmfesztiválon, BAFTA-díj a legjobb filmnek, Los Angeles Film Critics Association Awards                 |
| 1996 | Csábító Hold                   | 风月        | |
| 1999 | A császár és a gyilkos         | 荊柯刺秦王  | |
| 2002 | Magassági mámor                |             | |
| 2002 | 100 Flowers Hidden Deep        |             | |
| 2002 | A kis virtuóz (A lélek húrjai) | 和你在一起  | 2002-ben Ezüst Kagyló-díjat nyert legjobb rendezőként a San Sebastián-i Nemzetközi Filmfesztiválon, Florida Filmfesztivál díja, Golden Rooster Awards |
| 2005 | Az ígéret                      | 无极        | |
| 2007 | Zhanxiou Village               |             | |
| 2008 | Forever Enthralled             | 梅兰芳      | |
| 2010 | Sacrifice                      | 赵氏孤儿    | |

### Színészként
| Év   | Cím                            | Eredeti cím | Szerep                      |
| ---- | ------------------------------ | ----------- | --------------------------- |
| 1987 | Az utolsó császár              |             | A birodalmi őrség kapitánya |
| 1999 | A császár és a gyilkos         | 荊柯刺秦王  | Lü Buwei                    |
| 2002 | A kis virtuóz (A lélek húrjai) | 和你在一起  | Yu Shifeng                  |
| 2009 | The Founding of a Republic     |             |                             |

### Forgatókönyvíróként
| Év   | Cím                            | Eredeti cím |
| ---- | ------------------------------ | ----------- |
| 1984 | Sárga föld                     | 黃土地      |
| 1991 | Life on a String               | 边走边唱    |
| 1996 | Csábító Hold                   | 风月        |
| 1999 | A császár és a gyilkos         | 荊柯刺秦王  |
| 2002 | A kis virtuóz (A lélek húrjai) | 和你在一起  |
| 2005 | Az ígéret                      | 无极        |

### Producerként
| Év   | Cím                            | Eredeti cím |
| ---- | ------------------------------ | ----------- |
| 2002 | A kis virtuóz (A lélek húrjai) | 和你在一起  |